# The Adventures of Mr. Bobley
The Adventures of Mr. Bobley je videohra z roku 2015. Vytvořil ji český vývojář Jan Žižka. Jedná se o 3D adventuru s prvky plošinovky.

## Hratelnost
Hráč ovládá pana Bobleyho. Jeho cílem je dostat se na konec levelu. Přitom musí řešit různé hádanky založené na fyzice. Přitom musí využívat různé stavební stroje a vozidla, která mu umožní přesun různých objektů či zbořit překážku atd. Lze však narazit i na části, které jsou vyloženě akční. Jako příklad lze uvést běh přes rušnou dálnici, kdy se hráč musí vyhýbat jedoucím autům.

## Příběh
Hra je o stavebním dělníkovi, panu Bobleym. Ten dostane za úkol najít stavební plány, a tak se vydává na dobrodružnou cestu přes ohromnou stavební síť plnou nástrah a nebezpečenství. Je jen na panu Bobleym a jeho schopnostech, aby se s nimi vypořádal.

## Přijetí
Hra obdržela v recenzích spíše průměrná hodnocení.
Server 3RD Strike hře udělil hodnocení 5,7 bodu z 10. Recenze chválila jednoduchost ovládání a také hádanky, které jsou zábavné a The Adventures of Mr. Bobley by díky nim byla skvělou hrou, ale fyzika kazí dojem ze hry.
Server Family Friendly Gaming hře udělil v souhrnu 60%. Ta označila The Adventures of Mr. Bobley za nejlepší neohrabanou nezávislou hru, kterou na Family Friendly Gaming vůbec hodnotili. Kritika směřovala vůči různým glitchům a občas frustrující hratelnosti a též i vůči ovládání. Pochvalu si však hra získala za části, kdy hráč ovládá vozidlo.